# Krutynia

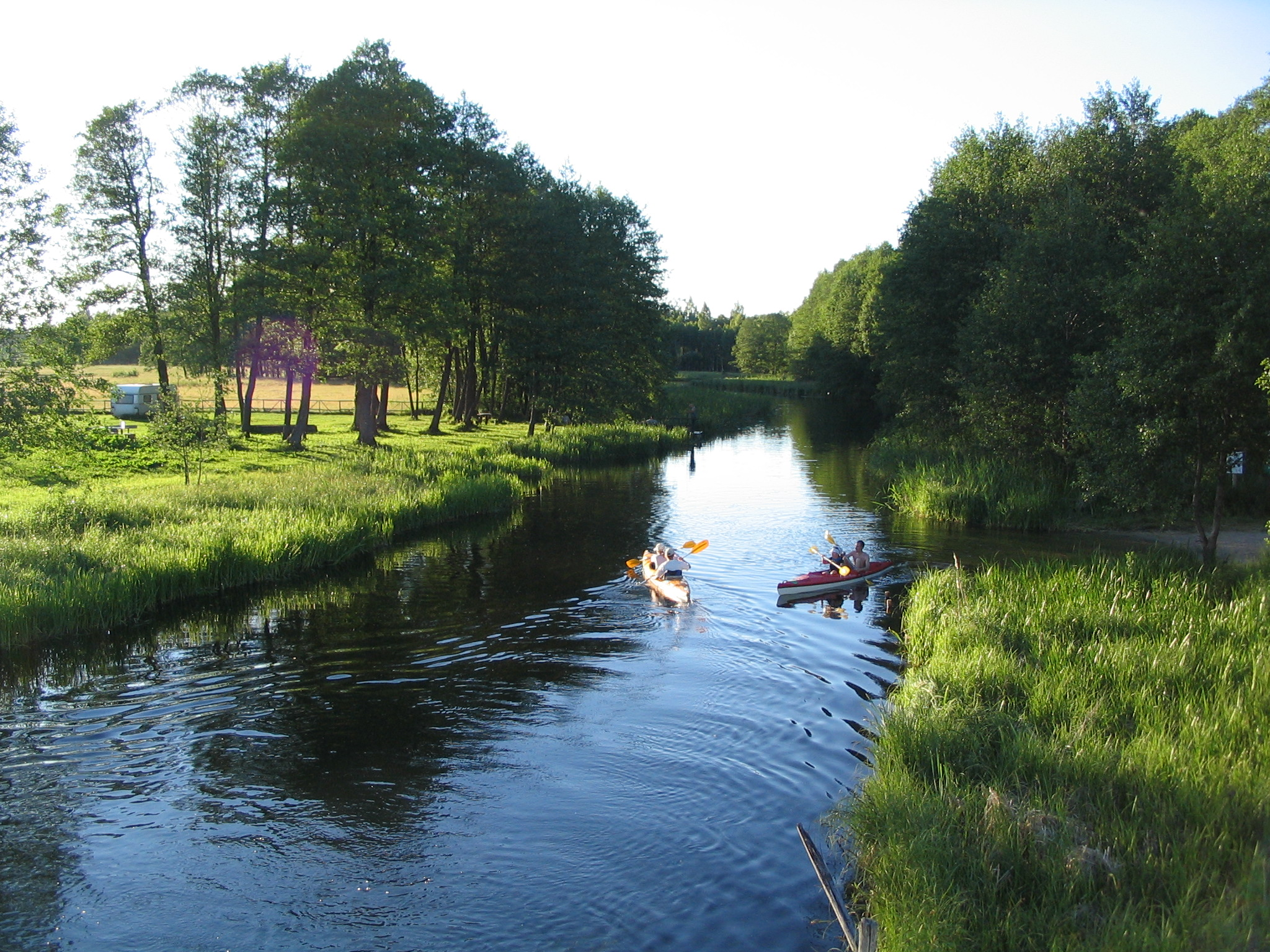
Rzeka w Nowym Moście

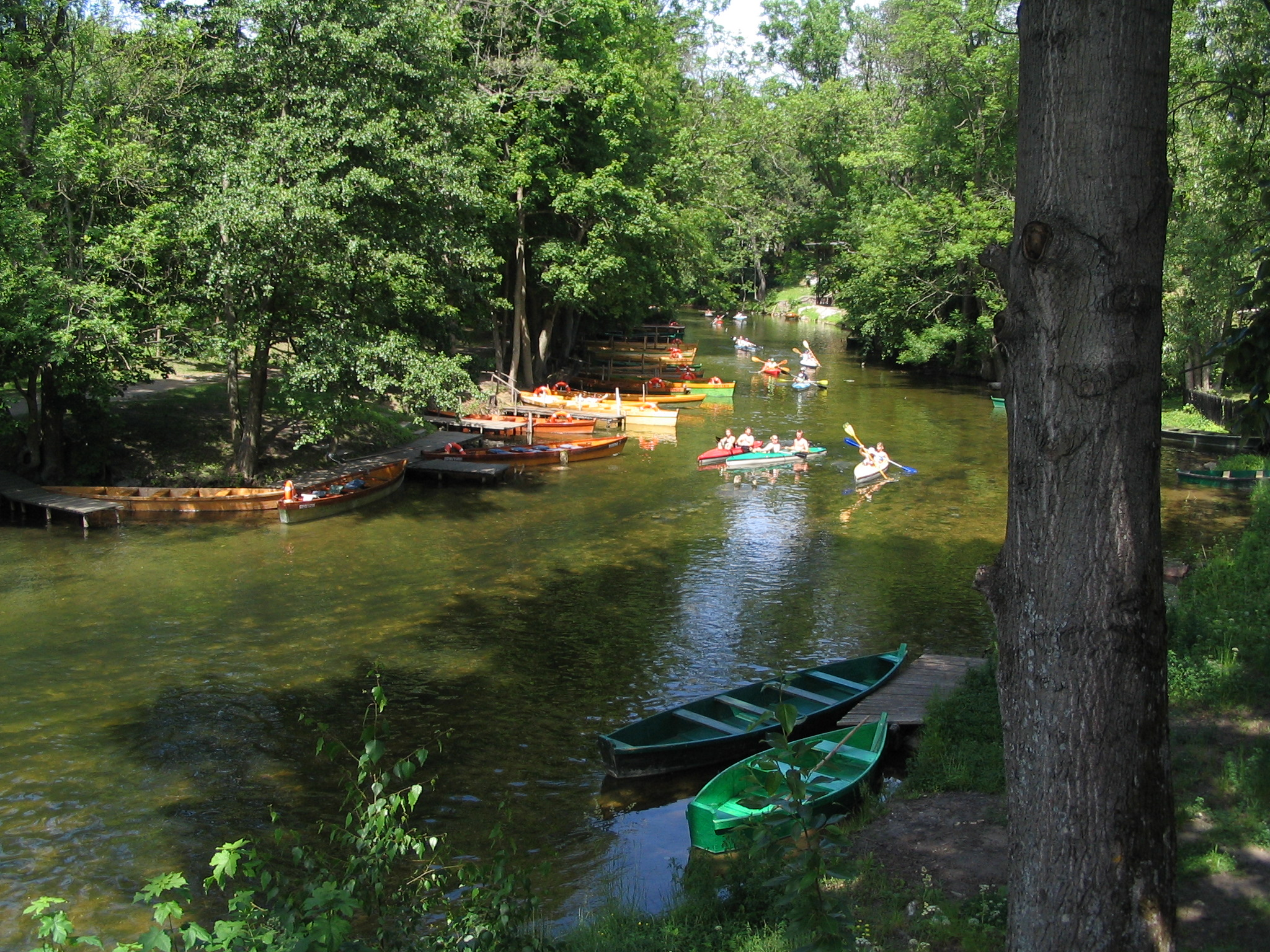
Spływ kajakowy rzeką w Krutyni

Krutynia (niem. Kruttinna) – rzeka na Pojezierzu Mazurskim, wpływa do Jeziora Bełdany. Szlak kajakowy.
Krutynia płynie przez rezerwat krajobrazowo-wodno-leśny położony na terenie trzech gmin: Piecki, Mikołajki i Ruciane-Nida. Jej długość to 99 km, a powierzchnia dorzecza wynosi 638 km².

## Rzeka
Dolina rzeki jest w wielu miejscach zatorfiona i zabagniona, wahająca się w granicach od około 1,5 km w części środkowej do 30–50 m w miejscach północnej i południowej części, otoczona jest wzniesieniami morenowymi o urozmaiconej rzeźbie. Nurt rzeki Krutyni jest wolny, a rzeka tworzy liczne zakola, szczególnie w środkowej, zabagnionej części rezerwatu. Spadek rzeki na długości około 10 km rezerwatu wynosi 1,3 m. Szerokość rzeki osiąga 30-40m, a głębokość od 1,5–2,5 m do 3–7 m.
Bieg Krutyni pod względem hydrologicznym rozpoczyna się na terenach otaczających Jezioro Warpuńskie. Na pojezierzach jednak zwyczajowo przyjmuje się nieco inne kryteria nazewnictwa. Rzeki zmieniają nazwy zawsze (lub prawie zawsze) wtedy, gdy przepływają przez jezioro, które zbiera wodę z innych, dodatkowych rzek i cieków. Według takiego kryterium Krutynia zaczyna się w Jeziorze Krutyńskim, a kończy w jeziorze Bełdany, gdzie wpływa do Systemu Wielkich Jezior Mazurskich. Zatem Krutynia w swoim różnym biegu przyjmuje różne nazwy. Między początkowymi jeziorami nie ma nazwy, następnie przyjmuje kolejno: Sobiepanka, Grabówka, Dąbrówka, Babięcka Struga, Struga Spychowska, aż w końcu Krutynia.
W rzece występują:
- grążel żółty Nuphar lutea,
- grzybienie białe Nymphaea alba,
- osoka aloesowata Stratiotes aloides,
- strzałka wodna Stagittaria sagittifolia,
- Hildenbrandtia rivularis porastający kamienie[2],
- gąbka słodkowodna Spongilla lacustris[2].

Litoral zajmują zbiorowiska szuwarowe z trzciną pospolitą Phragmites australis, mozgą trzcinową Phalaris arundinacea, pałką szerokolistną Typha latifolia.

## Właściwy bieg rzeki
Bieg rzeki przedstawiono od dołu do góry. Drukiem wytłuszczonym zaznaczono nurt główny rzeki, zwykłym dopływy.
W górnym biegu, do jeziora Zyzdrój Wielki, Krutynia ma bieg następujący:
- jezioro Zyzdrój Wielki
  - Babięcka Struga
    - Czarna Struga
      - jezioro Tejsowo
        - Jezioro Kały
          - Jezioro Krawienko
            - jezioro Krawno

      - jezioro Babięty Małe
        - Babant
          - jezioro Babięty Wielkie
            - Jezioro Rańskie
            - jezioro Słupek
              - Jezioro Miętkie
                - jezioro Zaleśna
                  - jezioro Bobrek

            - jezioro Kamionka
            - jezioro Stromek
              - Babant
                - jezioro Pierwój

    - Jezioro Gant
      - Dąbrówka
        - Jezioro Białe
          - Jezioro Krzywe
          - jezioro Piłakno
          - Jezioro Dłużec
            - Grabówka
              - Jezioro Zdrężno
              - Jezioro Kujno
                - Sobiepanka
                  - jezioro Lampasz
                    - Jezioro Lampackie
                      - Jezioro Gielądzkie
                        - Jezioro Pustnik Mały
                        - Jezioro Zyndackie
                          - Jezioro Warpuńskie

W średnim biegu system połączeń jest następujący:
- Jezioro Krutyńskie
  - Jezioro Klimut
    - Jezioro Mojtyn
      - Jezioro Nawiady
        - Jezioro Nawiadki
          - Jezioro Chudek
          - Jezioro Kiełbonki

  - Jezioro Mokre
    - Jezioro Kołowin
      - Jezioro Piersławek

    - jezioro Uplik
      - jezioro Zdrużno (Zdróżno)
        - Struga Spychowska
          - jezioro Kierwik
          - Jezioro Spychowskie
            - Jezioro Ciche
            - Struga Spychowska
              - jezioro Zyzdrój Mały
                - jezioro Zyzdrój Wielki

W dolnym biegu, poniżej Jeziora Krutyńskiego do ujścia bieg jest następujący:
- jezioro Bełdany
  - Krutynia
    - Jezioro Jerzewko
      - Krutynia
        - jezioro Malinówko
          - Krutynia
            - Jezioro Lisuńskie
            - Jezioro Gardyńskie
              - Krutynia
                - Jezioro Krutyńskie

## Szlak kajakowy
Szlak kajakowy Krutyni przebiega przez Puszczę Piską, a od Jeziora Mokrego także przez Mazurski Park Krajobrazowy. Długość szlaku wynosi 91 km. Najpopularniejsza trasa spływu rozpoczyna się w
Sorkwitach i kończy w miejscowości Ruciane-Nida. 
Popularna trasa spływu przebiega następująco:
- Jezioro Lampackie
- Rz. Sobiepanka
- Jezioro Borowski Las
- Rz. Babięcka Struga
- Jezioro Dłużec
- Jezioro Białe
- Jezioro Gant
- Babięta
- jezioro Zyzdrój Wielki
- jezioro Zyzdrój Mały
- Jezioro Spychowskie
- Jezioro Zdrużno
- Jezioro Mokre
- Zgon
- Rz. Krutynia
- Krutyń
- Krutyński Piecek
- Wojnowo
- Ukta
- Jezioro Gardyńskie
- Jezioro Bełdany
- Jezioro Nidzkie
- Ruciane-Nida

## Szlak Krutynią w literaturze
Kajakowe spływy szlakiem krutyńskim opisywali poeci i pisarze, m.in. Melchior Wańkowicz w słynnym reportażu Na tropach Smętka (1936), Franciszek Fenikowski, Zbigniew Chojnowski (np. Dziś płyniemy).